# Cantone di Moncoutant
Il Cantone di Moncoutant era una divisione amministrativa dell'arrondissement di Parthenay.
A seguito della riforma approvata con decreto del 18 febbraio 2014, che ha avuto attuazione dopo le elezioni dipartimentali del 2015, è stato soppresso.

## Composizione
Comprendeva i comuni di:
- L'Absie
- Le Breuil-Bernard
- Chanteloup
- La Chapelle-Saint-Étienne
- La Chapelle-Saint-Laurent
- Clessé
- Largeasse
- Moncoutant
- Moutiers-sous-Chantemerle
- Pugny
- Saint-Paul-en-Gâtine
- Trayes